# Supiori
Supiori est une île d'Indonésie, faisant partie des îles Schouten, dans la province de Papouasie. Administrativement, l'île constitue un kabupaten, sous le nom de kabupaten de Supiori avec pour chef-lieu Sorendiweri.
Sa superficie est de 659 km2 et son relief accidenté culmine à 1 034 mètres d'altitude. Elle se trouve juste à l'ouest de Biak.

## Référence
- (en) Cet article est partiellement ou en totalité issu de l’article de Wikipédia en anglais intitulé « Supiori Island » (voir la liste des auteurs).